# Équipe des Kiribati masculine de basket-ball
Maillots
Actualités
L'équipe des Kiribati de basket-ball, est la sélection des meilleurs joueurs Kiribatiens de basket-ball. Elle est placée sous l'égide de la Fédération des Kiribati de basket-ball.
En 1987, elle rejoint la FIBA, plus tard la FIBA Océanie.

## Palmarès

### Basket-ball aux Jeux olympiques
Vierge (0/19)

### Coupe du monde de basket-ball masculin
Vierge (0/17)

### Championnat d'Océanie de basket-ball
Vierge (0/23)

### tournoi d'Océanie de basket-ball
Vierge (0/11)

### Parcours au tournoi de Basketball aux Jeux du Pacifique
| Année | Position | Match | Victoire | Nul | Défaite | Points marqués | Points encaissés |
| ----- | -------- | ----- | -------- | --- | ------- | -------------- | ---------------- |
| 1963  | X        | -     | -        | -   | -       | -              | -                |
| 1966  | 8e       | 4     | 2        | -   | 2       | 213            | 199              |
| 1969  | X        | -     | -        | -   | -       | -              | -                |
| 1971  | X        | -     | -        | -   | -       | -              | -                |
| 1975  | X        | -     | -        | -   | -       | -              | -                |
| 1979  | X        | -     | -        | -   | -       | -              | -                |
| 1983  | X        | -     | -        | -   | -       | -              | -                |
| 1987  | X        | -     | -        | -   | -       | -              | -                |
| 1991  | X        | -     | -        | -   | -       | -              | -                |
| 1995  | X        | -     | -        | -   | -       | -              | -                |
| 1999  | X        | -     | -        | -   | -       | -              | -                |
| 2003  | 8e       | 4     | 0        | 0   | 4       | 203            | 446              |
| 2007  | X        | -     | -        | -   | -       | -              | -                |
| 2011  | X        | -     | -        | -   | -       | -              | -                |
| 2015  | 9e       | 6     | 1        | 0   | 5       | 377            | 656              |
| 2019  | X        | -     | -        | -   | -       | -              | -                |
| Total | X        | 14    | 3        | 0   | 11      | 793            | 1301             |

### Parcours au tournoi de Basketball aux Jeux de la Micronésie
| Année | Position | Match | Victoire | Nul | Défaite | Points marqués | Points encaissés |
| ----- | -------- | ----- | -------- | --- | ------- | -------------- | ---------------- |
| 2006  | X        | -     | -        | -   | -       | -              | -                |
| 2010  | X        | -     | -        | -   | -       | -              | -                |
| 2014  | X        | -     | -        | -   | -       | -              | -                |
| 2018  | 9        | 4     | 0        | 0   | 4       | 254            | 309              |
| Total | X        | 4     | 0        | 0   | 4       | 254            | 309              |

## Nations rencontrées
| Adversaire                | Joués | Victoires | Matchs nuls | Défaites | Points pour | POints contre |
| ------------------------- | ----- | --------- | ----------- | -------- | ----------- | ------------- |
| Papouasie-Nouvelle-Guinée | 2     | 0         | 0           | 2        | 103         | 154           |
| Tahiti                    | 2     | 0         | 0           | 2        | 88          | 171           |
| Vanuatu                   | 2     | 1         | 0           | 1        | 157         | 123           |
| Guam                      | 2     | 0         | 0           | 3        | 130         | 319           |
| Fidji                     | 2     | 1         | 0           | 1        | 87          | 184           |
| Nouvelle-Calédonie        | 1     | 0         | 0           | 1        | 54          | 148           |
| Îles Salomon              | 1     | 0         | 0           | 1        | 57          | 94            |
| Samoa                     | 1     | 0         | 0           | 1        | 86          | 108           |
| Îles Mariannes du Nord    | 1     | 0         | 0           | 1        | 69          | 82            |
| Pohnpei                   | 1     | 0         | 0           | 1        | 74          | 87            |
| Palaos                    | 1     | 0         | 0           | 1        | 64          | 68            |
| Nauru                     | 1     | 1         | 0           | 0        | 78          | 72            |
| Total                     | 18    | 3         | 0           | 15       | 1047        | 1610          |